# Laser o emisji powierzchniowej
Laser o emisji powierzchniowej to rodzaj lasera złączowego.
Lasery o emisji powierzchniowej możemy podzielić na
- Lasery PCSEL (ang. Planar Cavity Surface Emitting Laser) - z poziomą wnęką rezonansową
- Lasery VCSEL (ang. Vertical Cavity Surface Emitting Laser) – z pionową wnęką rezonansową – np. azotkowy laser o emisji powierzchniowej z poprzecznym rezonatorem.

## Laser VCSEL
Zalety:
- praca na pojedynczym modzie podłużnym
- wąska, niewykazująca astygmatyzmu wiązka
- możliwość dokładnej kontroli grubości warstw
- geometria pozwalająca na łatwe sprzężenie z innymi elementami optyki scalonej
- możliwość wytworzenia matryc dwuwymiarowych

Wady:
- duża oporność cieplna
- duża oporność elektryczna
- wzbudzanie się modów radialnych